# يان شميت
يان شميت (بالبولندية: Jan Schmidt)‏ هو لاعب كرة قدم بولندي في مركز الهجوم، ولد في 2 مارس 1937 في خوجوف في بولندا. شارك مع منتخب بولندا لكرة القدم. أما مع النوادي، فقد لعب مع رتش شوروزو وليغيا وارسو.

## وصلات خارجية
- يان شميت على موقع قاعدة بيانات كرة القدم.إي يو (الإنجليزية)